# Прогресс МС-12
Прогресс МС-12 (№ 442, по классификации НАСА Progress 73 или 73P) — космический транспортный грузовой корабль (ТГК) серии «Прогресс», который доставил на борт МКС 1,2 тонны сухих грузов, более тонны топлива в баках системы дозаправки, 420 кг воды в баках системы «Родник», а также 50 кг сжатого газа в баллонах. Сухой груз это — научное оборудование, комплектующие для системы жизнеобеспечения, а также контейнеры с продуктами питания, предметы одежды, медикаменты и средства личной гигиены для членов экипажа.

## Подготовка и старт
Транспортный грузовой корабль «Прогресс МС-12», запущенный 31 июля 2019 года в 12:10 UTC, ракетой-носителем «Союз-2.1а», с площадки 31 космодрома Байконур, через 9 минут был успешно выведен на орбиту искусственного спутника Земли.

## Стыковка
В 15:29:17 UTC 31 июля 2019 года «Прогресс МС-12» успешно стыковался к модулю «Пирс» МКС, добравшись до стыковочного узла за 3 часа 19 минут, что побило рекорд предыдущего грузового корабля «Прогресс МС-11» по времени от старта до стыковки, улучшив его на 2 минуты.

## Груз
Около двух тонн различных грузов, в числе которых топливо, воздух, оборудование для поддержания станции в рабочем состоянии, посылки и средства для обеспечения жизнедеятельности членов экипажа.

## Завершение миссии
Грузовые корабли серии «Прогресс» являются невозвращаемыми. Это означает, что по окончании миссии они штатно сгорают при входе в плотные слои атмосферы Земли на скорости около 27 тысяч километров в час. Космический грузовик «Прогресс МС-12» был наполнен мусором для удаления с МКС и отстыкован от МКС 29 ноября 2019 года, в 10:25 UTC. Операция торможения была запланирована на 13:39 UTC, после чего космический грузовик должен войти в атмосферу и частично сгореть. Падение несгоревших обломков ожидалось в 14:19 UTC в несудоходной части Тихого океана. Позже, представитель пресс-службы ЦНИИмаш подтвердил информацию, что корабль Прогресс, сведенный с орбиты в пятницу, разрушился в плотных слоях земной атмосферы, его обломки упали в Тихом океане.